# Femte monarkins män
Femte monarkins män (eng. Fifth monarchy men [fifth må'naki-men], en puritansk sekt i England, vilken uppstod under 1600-talet och understödde Oliver Cromwells regering. Förhoppningen var att han var förutbestämd att förbereda Kristi tusenåriga rike på jorden, eller femte monarkin som skulle följa efter de fyra gudsfientliga världsmonarkierna (Daniels bok 3:31-45).
När sekten fann sig sviken i sin förhoppning, började den agitera mot Cromwell, varför två av dess huvudmän, Feake och Powell, fängslades. 1661, efter engelska restaurationen, gjorde femtio medlemmar av sekten ett upprorsförsök i "konung Jesu namn". De flesta av deltagarna blev dödade eller fängslade. Kort därefter upplöstes sekten, och dess medlemmar ingick i andra samfund.